# 莱奥波德·奥尔
莱奥波德·奥尔（英語：Leopold Auer，1845年6月7日—1930年7月15日），匈牙利小提琴演奏家、作曲家、音乐教师、指挥家。

## 生平
奥尔诞生在匈牙利的维斯普雷姆，在布达佩斯以及维也纳的音乐学院学习小提琴演奏，后在德国汉诺威师从小提琴演奏家约瑟夫·约阿西姆。1868年到1917年间，奥尔在俄国圣彼得堡音乐学院执教。1918年俄国十月革命之后，他移居美国，在费城柯蒂斯音樂學院执教。
奥尔在德国德累斯顿的郊区洛施维茨逝世，葬于美国纽约的芬克里夫墓園。

## 演奏
奧尔被人们称为全球最著名的小提琴演奏家之一。他所擁有的史特拉底瓦里琴，今日是由让-雅克·坎托罗夫使用。

## 教學
奥尔培养了数位后来名声大噪的音乐家，如埃弗伦·津巴利斯特，米夏·艾尔曼，雅沙·海飞兹，内森·米尔斯坦等人。

## 作品與著作
奥尔在收到柴科夫斯基所作的協奏曲後，认为這協奏曲是無法被演奏。許多的作曲家为他写作了许多小提琴的曲目。數年過後，奥尔改寫了柴可夫斯基協奏曲，將樂譜修飾成為他認為可以被演奏的方式後，才將這柴可夫斯基的作品列入他的擅長曲目中。
此外，奥尔也写作了一部分小提琴的曲谱，包括第二号匈牙利狂想曲（Rhapsodie honroise）。他也为贝多芬和勃拉姆斯的小提琴协奏曲写作了一些装饰乐段。另外，他写作了三部关于小提琴演奏的著作，分别是《我的小提琴演奏教学法》（Violin Playing as I Teach it，1920年出版）、《我漫长的音乐生涯》（My Long Life in Music，1923年出版）、《小提琴经典作品的演奏解释》。

## 家庭
爵士乐的颤音演奏家维拉·奥尔，是他的侄女。演员米夏·奥尔是他的孙子。

## 外部連結
- 莱奥波德·奥尔的免费乐谱，由国际乐谱典藏计划提供
- 莱奥波德·奥尔的Discogs页面（英文）